# Oodes
Oodes is een geslacht van kevers uit de familie van de loopkevers (Carabidae). De wetenschappelijke naam van het geslacht is voor het eerst geldig gepubliceerd in 1810 door Bonelli.

## Soorten
Het geslacht Oodes omvat de volgende soorten:
- Oodes amaroides Dejean, 1831
- Oodes americanus Dejean, 1826
- Oodes angustatus Lorenz, 1998
- Oodes angustus Andrewes, 1940
- Oodes austrinus Andrewes, 1940
- Oodes basrensis Ali, 1967
- Oodes bivittatus Andrewes, 1924
- Oodes bostockii Castelnau, 1867
- Oodes brevis Lindroth, 1957
- Oodes caerulans Andrewes, 1940
- Oodes calvus Andrewes, 1940
- Oodes coelestinus Chaudoir, 1882
- Oodes congoensis Burgeon, 1935
- Oodes cribristernis Bates, 1892
- Oodes denisonensis Castelnau, 1867
- Oodes desertus Motschulsky, 1858
- Oodes echigonus Habu & Baba, 1960
- Oodes fitzroyensis Macleay, 1888
- Oodes fluvialis Leconte, 1863
- Oodes froggatti W.J.Macleay, 1888
- Oodes gracilis A. Villa & GB. Villa, 1833
- Oodes helopioides Fabricius, 1792
- Oodes impressus Chaudoir, 1882
- Oodes infimus Andrewes, 1936
- Oodes inornatus Castelnau, 1867
- Oodes integer Semenov, 1889
- Oodes irakensis Andrewes, 1927
- Oodes latior Csiki, 1931
- Oodes lenis Peringuey, 1896
- Oodes longus Andrewes, 1940
- Oodes melanodes Andrewes, 1938
- Oodes meridionalis Ali, 1967
- Oodes modestus Castelnau, 1867
- Oodes monticola Andrewes, 1940
- Oodes nil Darlington, 1968
- Oodes oblongus Castelnau, 1867
- Oodes palpalis Klug, 1853
- Oodes par Darlington, 1968
- Oodes paroensis Castelnau, 1867
- Oodes parviceps Sloane, 1896
- Oodes rossi Darlington, 1968
- Oodes siccus Darlington, 1968
- Oodes sikkimensis Andrewes, 1940
- Oodes subcoriaceus Chaudoir, 1882
- Oodes sulcicollis Habu, 1978
- Oodes taprobanae Andrewes, 1923
- Oodes terrestris Darlington, 1971
- Oodes trisulcatus Castelnau, 1867
- Oodes vicarius Bates, 1873
- Oodes walshae Louwerens, 1951
- Oodes waterhousei Castelnau, 1867
- Oodes wilsoni Darlington, 1968
- Oodes xanthochilus Andrewes, 1923